# Reserva natural Batea Mahuida
La reserva natural Batea Mahuida es un área protegida ubicada a unos 70 km de la localidad de Aluminé, en el departamento homónimo, en la zona cordillerana de la provincia de Neuquén. Fue creada con el objetivo de preservar bosques naturales de araucaria o pehuén (Araucaria araucana).

## Características generales
La reserva Batea Mahuida fue creada en 1968 mediante el decreto provincial 1412/1968, simultáneamente con la reserva natural Chañy, con el objetivo específico de preservar ejemplares de araucarias, —también llamados en el decreto «Pino del Neuquén», como una forma de resaltar su importancia local—, protegiendo integralmente el ecosistema que los contiene.

Artículo 1º. Resérvase en los parajes ”Batea Mahuida”, dentro de los lotes 9 y 10 Sección B, Zona Andina y “Chañy” en parte de los lotes 5, 6 y 7, sección C, Zona Andina, las superficies de 1.206 ha. 2038 ha. 80a., respectivamente con destino a la Dirección General de Bosques y Parques Provinciales, dependientes del Ministerio de Asuntos Agrarios de la Provincia.
 Artículo 2º. Créase en los parajes citados dos reservas naturales de la especie Araucaria araucana, de conformidad a lo establecido en la Ley Nº 559 Articulo 2º.

El área protegida se encuentra en torno a la posición 38°49′S 71°08′O / -38.817, -71.133, unos 10 km al noreste de Villa Pehuenia y a unos 70 km Aluminé. Desde el punto de vista fitogeográfico corresponde a la ecorregión bosques patagónicos.
El área protegida no dispone de plan de manejo. El volcán Batea Mahuida no está ubicado dentro del área protegida, si bien está en cercanías de su límite.

## Flora y fauna
El área protegida no ha sido estudiada en profundidad. Sin embargo, se ha informado que aproximadamente un tercio del área de la reserva está ocupado por bosques de araucaria araucana con densidad media a baja, que cubren un estrato inferior de ñires (Nothofagus antarctica).
La fauna de la reserva incluye mamíferos como pumas (Puma concolor), zorros (Lycalopex griseus), zorrinos (Conepatus humboldtii), peludos (Chaetophractus villosus) y chinchillones (Lagidium viscacia).

A poca distancia del límite noroeste del área protegida, en la zona del volcán Batea Mahuida se han producido avistamientos de ejemplares de bandurria austral (Theristicus melanopis), jote cabeza negra (Coragyps atratus), halconcito colorado (Falco sparverius), dormilona ceja blanca (Muscisaxicola albilora) y caminera colorada (Geositta rufipennis).